# (37420) 2001 XT215
2001 XT215 (asteroide 37420) é um asteroide da cintura principal. Possui uma excentricidade de 0.11115830 e uma inclinação de 10.21798º.
Este asteroide foi descoberto no dia 14 de dezembro de 2001 por LINEAR em Socorro.